# John Porter (muzikant)
John Porter (Leeds, 11 september 1947) is een Brits gitarist, basgitarist en producer.

## Jeugd
Porter bezocht de St. Michaels School, de Allerton Grange School, het Kings College in Londen en de Newcastle University.

## Carrière
In Newcastle ontmoette Porter de zanger Bryan Ferry en werd een deel van diens band The Gas Board. Ferry's latere Band Roxy Music had successen geboekt tijdens de vroege jaren zeventig, maar had enkele problemen gehad met bassisten. Ferry nodigde Porter uit om mee te werken aan het album For Your Pleasure (1973). Hij ging echter niet mee op tournee voor het album en John Gustafson nam de live-optredens voor zijn rekening. Porter werd muziekproducent voor meerdere latere albums voor Roxy Music en Bryan Ferry. Hij wordt vermeld als producent van het album Watt 4 in de Matrix Studio's in 1979.
Hij heeft sindsdien geproduceerd voor The Smiths, Billy Bragg, Microdisney, School of Fish, B.B. King, Los Lonely Boys, Buddy Guy, Ryan Adams, Missy Higgins en talrijke andere bands. Lol Tolhurst, een gevestigd lid van The Cure, verklaarde dat Porter de producent was van het tweede album van zijn andere opgerichte band Presence.

## Privéleven
In 1983 trouwde Porter met het Britse model Linda Keith.

## Discografie
- 1975 Sunny Side of the Street – Bryn Haworth
- 1984 The Smiths – The Smiths
- 1984 Everybody is Fantastic – Microdisney
- 1985 Hatful of Hollow – The Smiths (compilatiealbum, slechts geselecteerde tracks)
- 1985 Meat Is Murder – The Smiths (alleen How Soon Is Now?)
- 1986 The Queen Is Dead – The Smiths (alleen Frankly Mr Shankly)
- 1986 Talking With the Taxman About Poetry – Billy Bragg
- 1987 Eye of the Hurricane – The Alarm
- 1987 Bingo Durango – Bingo Durango
- 1987 Louder Than Bombs – The Smiths (compilatiealbum, slechts geselecteerde tracks)
- 1987 The World Won't Listen – The Smiths (compilatiealbum, slechts geselecteerde tracks)
- 1991 Three Strange Days – School of Fish
- 1991 Damn Right, I've Got the Blues – Buddy Guy (Grammy Award-winnaar)
- 1992 Drenched – Miracle Legion
- 1992 Best of The Smiths Vol. 1 & 2 – The Smiths (compilatiealbums, slechts geselecteerde tracks)
- 1993 Dancing the Blues – Taj Mahal (Grammy-nominatie)
- 1993 Feels Like Rain – Buddy Guy (Grammy Award-winnaar)
- 1994 Ain't Enough Comin' In – Otis Rush (Grammy-nominatie)
- 1994 Keb' Mo' – Keb' Mo'
- 1994 Meet Me at Midnite – Maria Muldaur (Grammy-nominatie)
- 1994 Return to the Valley of the Go-Go's – The Go-Go's
- 1994 Simpatico – Velocity Girl
- 1995 Good Girl – The Go-Go's
- 1995 Singles – The Smiths (compilatiealbum, slechts geselecteerde tracks)
- 1995 Sweet and Tender Hooligan – The Smiths
- 1996 Just Like You – Keb' Mo' (Grammy Award-winnaar)
- 1996 No Doy – moe.
- 1996 Phantom Blues – Taj Mahal (Grammy Award-winnaar)
- 1997 Blues For the Lost Days – John Mayall
- 1997 Deuces Wild – B.B. King (Grammy nominatie)
- 1997 Señor Blues – Taj Mahal (Grammy Award-winnaar)
- 1998 Smile Like Yours – John Lee Hooker
- 1998 Blues on the Bayou – B.B. King (Grammy Award-winnaar)
- 1998 Silver Tones: The Best of John Mayall – John Mayall
- 1999 Moonburn – Jon Cleary and the Absolute Monster Gentlemen
- 1999 Preaching to the Converted – Billy Bragg
- 1999 Time to Burn – Jake Andrews
- 2000 End of Bliss – Wonderland
- 2000 Makin' Love is Good For You – B.B. King (Grammy Award-winnaar)
- 2000 Wish I Was in Heaven Sitting Down – R. L. Burnside (Grammy nominatie)
- 2001 Dot Com Blues – Jimmy Smith (Grammy nominatie)
- 2001 Double Dealin'  – Lucky Peterson (Grammy nominatie)
- 2001 Down to Earth (Limited Edition) – Ozzy Osbourne
- 2002 Dirty Sexy Nights in Paris – Audiovent
- 2002 Jon Cleary and the Absolute Monster Gentlemen – Jon Cleary and the Absolute Monster Gentlemen
- 2003 Los Lonely Boys – Los Lonely Boys (Grammy Award-winnaar)
- 2003 Love is Hell Pt. 1 & 2 – Ryan Adams (Grammy nominatie)
- 2003 Martin Scorsese Presents the Blues – Red, White, and Blues (Grammy Award-winnaar)
- 2003 Punch the Clock – Elvis Costello
- 2004 Los Lonely Boys – Los Lonely Boys (Grammy nominatie)
- 2004 Keep It Simple – Keb' Mo' (Grammy Award-winnaar)
- 2004 Pin Your Spin – Jon Cleary and the Absolute Monster Gentlemen
- 2005 All That I Am – Carlos Santana
- 2005 Live at the Filmore – Los Lonely Boys
- 2005 Man Alive! – Stephen Stills
- 2005 The Sound of White – Missy Higgins
- 2006 Out of the Shadows – Phantom Blues Band
- 2006 Sacred – Los Lonely Boys
- 2006 Suitcase – Keb' Mo' (Grammy nominatie)
- 2007 Painkiller – Tommy Castro
- 2007 So Many Nights – The Cat Empire
- 2007 Still Making History – Ana Popovic
- 2012 Blind Sighted Faith – The Dunwells

Porter wordt vermeld bij de volgende Roxy Music en Bryan Ferry werken:
- For Your Pleasure
- These Foolish Things
- In Search of Eddie Riff (1974 versie)
- Another Time, Another Place
- In Search of Eddie Riff (1975 versie)
- Let's Stick Together
- In Your Mind
- A Song For Europe
- In Search of Eddie Riff (2000 cd-versie)

- International Standard Name Identifier: 0000 0001 0804 0232
- Library of Congress Control Number: no2008097105
- MusicBrainz: 9cc98bd8-c5eb-4ca1-9c85-2b426c789a1e
- Nationale Bibliotheek van Tsjechië: xx0142980
- Virtual International Authority File: 79233189